# پلتوئینوم

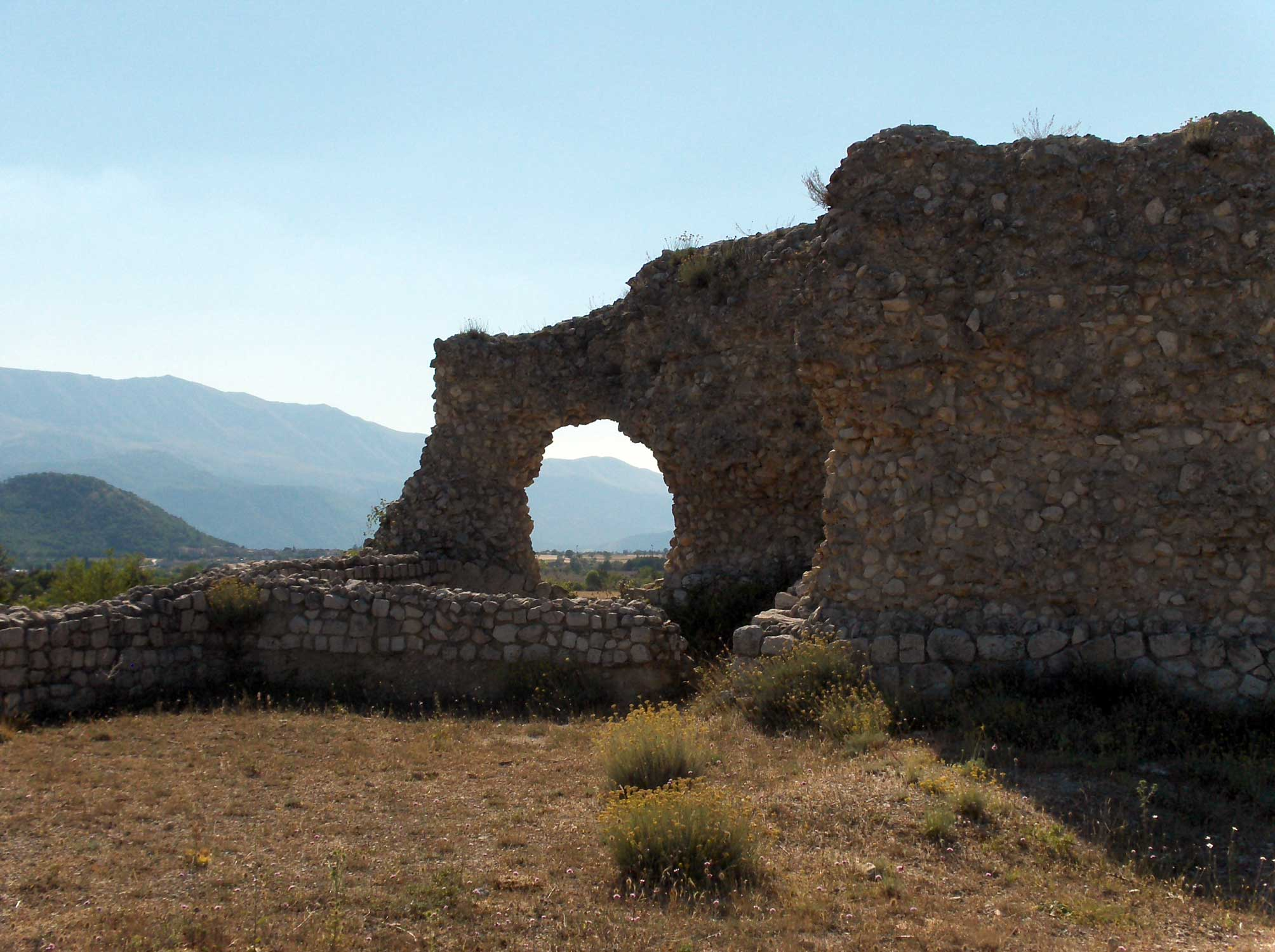
نمایی از شهر رومی پلتوئینوم در شرق لاکویلا، ایتالیا - ۲۰۰۶

پلتوئینوم یک شهر رومی در وستینی در مسیر باستانی کلودیا نوا  در ۲۰ کیلومتری شرق لاکویلا ، ایتالیا بود  بین سکونتگاه‌های امروزی پراتا دوآنسیدونیا و کاستلنووو .  ظاهراً این شهر اصلی آن بخش از وستینی بود که در غرب کوهستان آپنین ساکن بود. بقایای دیوارهای شهر، یک آمفی تئاتر ، یک معبد و ساختمان های دیگر هنوز وجود دارد.  این شهر زادگاه گنائوس دومیتیوس کوربولو ، ژنرال رومی از عصر نرون بود.